# Versus (Diaura-album)
A Versus című lemez a Diaura nevű japán visual kei együttes negyedik stúdióalbuma, mely 2017. november 29-én jelent meg az Ains kiadásában és 30. helyen végzett az Oricon heti slágerlistáján, az Indies listán pedig második volt. A lemezről 2014. július 10-én Noah/Shangri-La (シャングリラ) címmel jelent meg kislemez.

## Számlista
Az összes dalszöveg szerzője yo-ka. 
| Normál kiadás | Normál kiadás                                                                                         | Normál kiadás | Normál kiadás | Normál kiadás | Normál kiadás | Normál kiadás | Normál kiadás | Normál kiadás | Normál kiadás |
| #             | Cím                                                                                                   | Zene          | Hossz         |               |               |               |               |               |               |
| ------------- | --- | ------------- | ------------- | ------------- | ------------- | ------------- | ------------- | ------------- | ------------- |
| 1.            | Beyond the Death Wall (SE)                                                                            | Kei           | 1:27          |               |               |               |               |               |               |
| 2.            | Sinsoku (侵蝕; Hepburn: Shinshoku)                                                                    | Kei           | 3:17          |               |               |               |               |               |               |
| 3.            | Szuna no tó: Tower of Imitation (砂の塔-Tower of Imitation-; Hepburn: Suna no tō: Tower of Imitation) | Kei           | 3:42          |               |               |               |               |               |               |
| 4.            | Rosary (ロザリー)                                                                                     | Kei           | 3:26          |               |               |               |               |               |               |
| 5.            | Shangri-La (シャングリラ)                                                                             | Kei           | 3:51          |               |               |               |               |               |               |
| 6.            | REM                                                                                                   | yo-ka         | 3:13          |               |               |               |               |               |               |
| 7.            | Tói haru (遠い春; Hepburn: Tōi haru)                                                                  | Kei           | 4:14          |               |               |               |               |               |               |
| 8.            | 「 」phobia                                                                                           | yo-ka         | 3:52          |               |               |               |               |               |               |
| 9.            | Icarus no jume (イカロスの夢; Hepburn: Icarus no yume)                                                | Kei           | 3:16          |               |               |               |               |               |               |
| 10.           | Noah                                                                                                  | yo-ka         | 4:37          |               |               |               |               |               |               |
| 11.           | Ares or Thanatos                                                                                      | Tacuja        | 3:44          |               |               |               |               |               |               |
| 12.           | Dancing in the Dark (ダンシンインザダーク)                                                            | Kei           | 3:51          |               |               |               |               |               |               |
| 13.           | is DEAD                                                                                               | yo-ka         | 4:03          |               |               |               |               |               |               |
| 14.           | Idea: Gendzsicu e no kaiki (IDEA-現実への回帰-; Hepburn: Idea: genjitsu e no kaiki)                   | yo-ka         | 4:35          |               |               |               |               |               |               |
| 51:08         | |               |               |               |               |               |               |               |               |

| 15. | Lost Child (ロストチャイルド) (bónusz dal) | yo-ka | 3:45 |

| 1. | Szuna no tó: Tower of Imitation (砂の塔-Tower of Imitation-; Hepburn: Suna no tō: Tower of Imitation) (videoklip) |  |